# Ernst Robert Curtius
Pour les articles homonymes, voir Curtius.
Ernst Robert Curtius, né le 14 avril 1886 à Thann et mort le 19 avril 1956 à Rome, est un philologue allemand, spécialiste des littératures romanes.
Son œuvre principale est son étude sur l'influence de la rhétorique et de la littérature latines sur la littérature occidentale : La Littérature européenne et le Moyen Âge latin (1948). Il soutient l'hypothèse que toutes les littératures européennes utilisent les mêmes topoï, et qu'il existe donc une communauté culturelle européenne autour des éléments narratifs tout autant diachroniques que synchroniques.

## Parcours de formation et rayonnement scientifique
Ernst Robert Curtius est un universitaire allemand né en 1886 en Alsace. Son père, Friedrich Curtius était alors fonctionnaire prussien en poste dans le Reichsland d'Alsace-Lorraine et a également été président du consistoire de l'Église protestante de la Confession d'Augsbourg d'Alsace et de Lorraine à Strasbourg. Sa mère, Louise von Erlenbach-Hindenbank, était une aristocrate suisse. Ernst Robert est également le petit-fils de l'historien et archéologue Ernst Curtius (1814-1896).
Ernst Robert est connu pour avoir été l'un des plus grands critiques littéraires et médiateurs européens de nationalité allemande de l'entre-deux-guerres, jusqu'à sa mort en 1956. Il effectue ses études secondaires à Colmar, puis il s'inscrit à l'université de Strasbourg. Il soutient sa thèse de littérature, dirigée par le professeur Gustav Gröber, en 1910, puis soutient sa thèse d'habilitation en 1913, à l'université de Bonn. Il est enrôlé dans l'armée allemande durant la Première Guerre mondiale; en 1915 il subit une blessure suffisamment grave pour que l'armée le libère du service en 1916. Il revient à Bonn, où il enseigne et publie, en 1919, son premier ouvrage intitulé Les pionniers littéraires de la France nouvelle/ Die literarischen Wegbereiter des neuen Frankreich. Ce livre fait scandale en Allemagne, dans le contexte de la défaite allemande de 1918 et de l'humiliation causée par la signature du Traité de Versailles, car Curtius y fait l'éloge d'écrivains français qu'il admire, notamment André Gide qui lui dédiera son roman Robert en 1930, Romain Rolland, ou encore Paul Claudel. Ernst Robert sera le premier Allemand jugé « de bonne volonté » invité par le philosophe Paul Desjardins à participer aux Décades de Pontigny en Bourgogne durant l'été 1922.
Ernst Robert Curtius devient un habitué du cercle des médiateurs et esprits pro-européens, que réunissent à Colpach (Luxembourg) dans leur château, Émile Mayrisch, industriel et mécène et Aline de Saint-Hubert, écrivaine, militante des droits de l'homme et présidente de la Croix-Rouge luxembourgeoise : Il fréquente ainsi Walter Rathenau, Annette Kolb, Andrée Viénot, la fille d'Émile Mayrisch et son époux, Pierre Viénot, notamment. Curtius participe également aux travaux du Comité franco-allemand d'information et de documentation (de), fondé par Émile Mayrisch dans la perspective de favoriser des «États-Unis d'Europe».
En même temps, il enseigne à Marburg et à Heidelberg. En 1929, Ernst Robert Curtius revient enseigner la Philologie à Bonn, jusqu'en 1951. Il y développe l'étude de la civilisation française. Curtius admirait beaucoup Goethe, Shakespeare, les auteurs antiques, mais aussi de nombreux écrivains européens contemporains (James Joyce, Ortega y Gasset, etc.). Il correspond avec Marcel Proust — dont il fait traduire pour la première fois en allemand À la recherche du temps perdu par une doctorante Eva Rechel-Mertens. Il fréquente les écrivains de la Nouvelle Revue française.
Au moment de l'avènement du nazisme en Allemagne, Curtius se retire de la vie publique, tout en continuant d'enseigner : il se consacre à ses recherches sur la rhétorique et la littérature européennes afin de montrer qu'il existe un espace et une continuité de la culture européenne, depuis les littératures grecque et latine, à travers le Moyen Âge et jusqu'à l'époque contemporaine, que la barbarie ne peut éradiquer et qui autorise à espérer en l'avenir. Avec la publication de son ouvrage La Littérature européenne et le Moyen Âge latin (Europäische Literatur und lateinisches Mittelalter) en 1948, étude de la littérature médiévale en latin et de son impact sur les langues européennes modernes, il soutient l'hypothèse que les littératures européennes depuis la Renaissance ne peuvent être bien comprises, en particulier les topoï (métaphores, tournures de phrases etc.), sans analyser le lien de ces littératures avec la rhétorique médiévale en latin. Il s'impose alors comme l'un des critiques littéraires les plus influents de l'après-guerre et comme le pionnier des études rhétoriques en Allemagne (cf. Marc Fumaroli), et comme l'incarnation de la continuité intellectuelle allemande, au-delà de la catastrophe que représente le national-socialisme. Cela lui vaut, d'une part, d'être considéré comme cautionnant la politique restauratrice du chancelier Konrad Adenauer et, d'autre part, de recevoir de nombreuses critiques.
Ernst Robert Curtius devient professeur des universités honoraire en 1951, et prend sa retraite à Rome, où il meurt à l'âge de 70 ans.

### Distinctions
Ernst Robert Curtius est également docteur honoris causa de l'université de Paris.
Il a été nommé, en 1930, membre du jury de la section allemande de la Fondation Abraham Lincoln, une branche de la Fondation Rockefeller.
Le prix Ernst-Robert-Curtius du meilleur essai, lancé en 1984 par l'éditeur rhénan Thomas Grundmann ne renvoie pas seulement à la qualité scientifique du philologue : « Par ses essais, il a aussi particulièrement contribué à une meilleure compréhension de l'histoire européenne des idées ». (Préambule de la fondation)
- Pour le Mérite

## Publications

### Essais
- Die literarischen Wegbereiter des neuen Frankreich (1919)
- Balzac : précédé de E.R. Curtius : essai (trad. Michel Beretti), édition des Syrtes, 1923 (réimpr. 1933,1999), 426 p. (ISBN 2-84545-005-2, BNF 37561463). Cet ouvrage a été traduit en français par Henri Jourdan.
- James Joyce und sein Ulysses (1929)
- Essai sur la France [« Die Französische Kultur »] (trad. de l'allemand), La Tour-d'Aigues, Éditions de l'Aube, 1931 (réimpr. 1995), 330 p. (ISBN 2-87678-203-0, BNF 35777128) ; Essai sur la France, Paris, Grasset, 1941, nouvelle trad. fr. Jacques Benoist-Méchin.
- Deutscher Geist in Gefahr (1932)
- La Littérature européenne et le Moyen Âge latin [« Europäische Literatur und lateinisches Mittelalter, 1948 »] (trad. J. Bréjoux), Paris, Presses universitaires de France, 1956 (réimpr. 1986), 2 vol.
- Kritische Essays zur europäischen Literatur (1950) ; trad. fr. Essais sur la Littérature européenne, Paris, Grasset, 332 p., 1967  (ISBN 978-2246805779)
- Marcel Proust (1952)
- Französischer Geist im 20. Jahrhundert (1952)
- Büchertagebuch (1960)

### Correspondances
- André Gide, Ernst Robert Curtius, Peter Schnyder (édition) et Juliette Solvès (édition), Correspondance (1920-1950), Paris, Classiques Garnier, 2019, 456 p. (ISBN 978-2406093183)